# Tanana (Alaska)
Tanana es una ciudad ubicada en el Área censal de Yukón–Koyukuk en el estado estadounidense de Alaska. En el Censo de 2010 tenía una población de 246 habitantes y una densidad poblacional de 6,06 personas por km². Se encuentra en el lugar donde confluyen los ríos Yukón y Tanana.

## Geografía

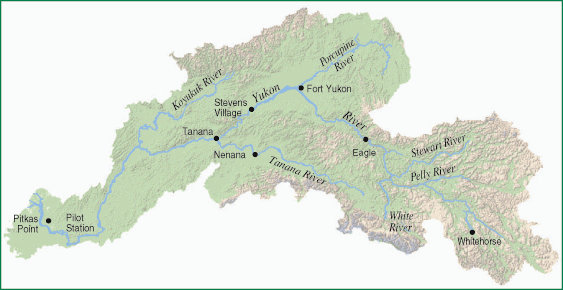
Mapa de la cuenca del río Yukón en el que se ve Tanana, en la confluencia del río Tanana con el anterior

Tanana se encuentra en las coordenadas 65°11′4″N 152°3′17″O / 65.18444, -152.05472. Según la Oficina del Censo de los Estados Unidos, Tanana tiene una superficie total de 40.62 km², de la cual 28.6 km² corresponden a tierra firme y (29.6%) 12.03 km² es agua.

## Demografía
Según el censo de 2010, había 246 personas residiendo en Tanana. La densidad de población era de 6,06 hab./km². De los 246 habitantes, Tanana estaba compuesto por el 9.76% blancos, el 0% eran afroamericanos, el 86.59% eran amerindios, el 0.41% eran asiáticos, el 0% eran isleños del Pacífico, el 0.41% eran de otras razas y el 2.85% pertenecían a dos o más razas. Del total de la población el 0.41% eran hispanos o latinos de cualquier raza.